# (467013) 2016 CF132
(467013) 2016 CF132 es un asteroide perteneciente al cinturón de asteroides descubierto por el Mount Lemmon Survey el 25 de diciembre de 2010 desde el Observatorio del Monte Lemmon.